# Гомомерне перетворення

Гомомерне перетворення

Гомомерне перетворення (рос. гомомерное преобразование, англ. homomeric transformation) - вироджене  перетворення,  коли  початкові  і  кінцеві  стани просторово  сумісні  одне  з  одним,  тобто  початкова  конформація не відрізняється від її інвертованої форми. Напр., інверсія човникоподібної конформації циклогептатріену.